# Another Love Song
Another Love Song è un singolo dell'album The Amazing Jeckel Brothers del gruppo horrorcore Insane Clown Posse. La canzone è la seconda parte della canzone Love Song di Ringmaster, secondo album del gruppo.